# US-CERT
Americký Tým připravenosti na počítačovou pohotovost a je organizací v rámci Ministerstva vnitřní bezpečnosti USA a Agentury pro zabezpečení kybernetické bezpečnosti a infrastruktury (CISA). Organizace je zodpovědná za analýzu bezpečnostních hrozeb stejně jako jejich snížení počtu hrozeb, zranitelností a zmínění kybernetických hrozeb skrze varování uživatelů, stejně jako koordinaci obrany proti těmto incidentům.

## Zázemí
Amit Yoran (Tenable, CEO), první ředitel divize kybernetické obrany Ministerstva vnitřní bezpečnosti USA vytvořil ve Spojených státech amerických první tým připravenosti na počítačovou pohotovost již v roce 2003. První ředitelem US-CERT byl Jerry Dixon (CrowdStrike, CISO) a tým sestával z bezpečnostních expertů mezi nimiž byly například Mike Witt (NASA, CISO), Brent Wrisley (Punch Cyber, CEO), Mike Geide (Punch Cyber, CTO), Lee Rock (Microsoft, SSIRP Crisis Lead), Chris Sutton (Department of Justice, Assistant CIO), Jay Brown (USG, Senior Exec Cyber Operations), Mark Henderson (IRS, Online Cyber Fraud), Josh Goldfarb (Security Consultant), Mike Jacobs (Treasury, Director/Chief of Operations), Rafael Nunez (DHS/CISA), Ron Dow (General Dynamics, Senior Program Mgr), Sean McAllister (Network Defense Protection, Founder), Kevin Winter (Deloitte, CISO-Americas), Todd Helfrich (Attivo, VP), Monica Maher (Goldman Sachs, VP Cyber Threat Intelligence), Reggie McKinney (VA) a další bezpečnostní experti. V roce 2007 byl ředitelem US-CERT zvoen Mike Witt, po něm Mischel Kwon v roce 2008. Když Mischel Kwon odešla v roce 2009, nastala velká reorganizace, která vytvořila Národní centrum pro integraci kybernetické bezpečnosti a komunikací (NCCIC).
US-CERT je 24hodinovou operační složkou NCCIC, která přijímá, třídí a spolupracuje na incidentech, poskytuje technickou pomoc provozovatelům informačních systémů a šíří včasná oznámení týkající se současných a potenciálních bezpečnostních hrozeb, zneužití a zranitelnosti pro veřejnost prostřednictvím svého Národního systému pro kybernetické uvědomění (NCAS).
US-CERT spolupracuje bok po boku s týmem ICS-CERT zabývajícím se bezpečností průmyslových řídicích systémů. Oba subjekty spolupracují v rámci NCCIC, aby poskytly jediný zdroj podpory zúčastněným stranám kritické infrastruktury.

## Operace
Organizace US-CERT sestává z pěti operativních součástí, což zajišťuje US-CERT plnit cíle a zlepšovat bezpečnost v celé zemi, sdílet informace týkající se kybernetické bezpečnosti a kybernetických útoků, a proaktivně reagovat na kybernetické hrozby.

### Analýza hrozeb a sdílení informací
Touto složkou organizace rozumíme složku provádějící sledování a dokumentování všech dostupných aktivit v rámci ochrany počítačových sítí (Computer Network Defense, CND). Toto pomáhá zlepšovat připravenost proti útokům.

### Digitální analýza
Tato složka zahnuje provádění analýz malware a forenzní analýzy infikovaných počítačových systémů za účelem zjištění nezbytných informací o šíření nákaz či ochraně zařízení pro zabránění infekce.

### Operace
Tato složka informuje CND komunity o možných hrozbách, což umožňuje zajištění vyšší bezpečnosti proti kybernetickým útokům stejně jako napomáhá reakci na útoky téměř v reálném čase.
V případě výskytu kritické události tato složka vytvoří záznam o události a poskytne doporučení ohledně dalšího postupu.

### Komunikace
Tato složka podporuje sdílení informací NCCIC a jejich publikaci. Je zodpověná za zajišťování a udržování komunikace a sdílení informací o eliminaci hrozby.

### Mezinárodní
Tato složka je partnerskou složkou komunikující s vládami jiných zemí ohledně kybernetické bezpečnosti.